# فيناياكي
فيناياكي (بالإنجليزية: Vinayaki)‏، هي إلهة هندوسية برأسِ فيل. ويبدو أنّ أساطيرها وأيقوناتها غير واضحة المعالم. حيث لا يرد عنها في الكتب المقدسة الهندوسية إلَّا النزر اليسير، كما لا يوجد سوى عدد قليل جدًا من صور هذه الإلهة. نظرًا لملامحها الفيلية، ترتبط الإلهة عمومًا بإله الحكمة الذي رأسه رأس فيل، غانيشا. وتعتبر شاكتي - الشكل الأنثوي لغانيشا. في التقاليد الجاينية والبوذية، هي إلهة مستقلة. وفي الأعمال البوذية، يطلق عليها غاناباتيهريدايا (قلب غانيشا). وهي ترث العديد من خصائص غانيشا. ومثل غانيشا، فهي تزيل العقبات ولديها رأس فيل مع ناب واحد فقط. كما أنها تُدعى ابنة الإله إيشانا، أحد مظاهر شيفا.